# Michał Oliwiecki
Michał Paweł Oliwiecki (ur. 11 stycznia 1934, zm. 17 czerwca 2023 w Elblągu) – polski działacz państwowy i społecznik, prezydent Elbląga (1987–1990). 

## Życiorys
Przez wiele lat działał w Polskim Związku Działkowców, pełniąc funkcję prezesa Rodzinnych Ogrodów Działkowych im. Kosynierów Gdyńskich w Elblągu. Będąc harcerzem, pełnił funkcję komendanta hufca ZHP Elbląg, działał również w Radzie Przyjaciół Harcerstwa. Publikował m.in. w „Roczniku Elbląskim”, swoich artykułach przedstawiał początki harcerstwa w Elblągu, powojennej ludności Elbląga czy rozwój społeczny, gospodarczy i kulturalny Elbląga w latach 1971–1986.
W latach 1987–1990 sprawował urząd prezydenta Elbląga, wcześniej pełnił również funkcję wiceprezydenta miasta. 12 czerwca 1990 przekazał na rzecz Hispicjum św, Jerzego drugi budynek przy ulicy Kopernika 26.
Był też dyrektorem Biura Komunalnego Związku Gmin Nadzalewowych.
W 2006 opublikował pracę Harcerstwo na ziemi elbląskiej. Cz. 1, Lata 1945-1956.
Zmarł 17 czerwca 2023 w wieku 89 lat; uroczystości pogrzebowe odbyły się 22 czerwca 2023 w kościele św. Brunona w Elblągu, po niej urna z prochami została złożona na cmentarzu Komunalnym Agrykola.

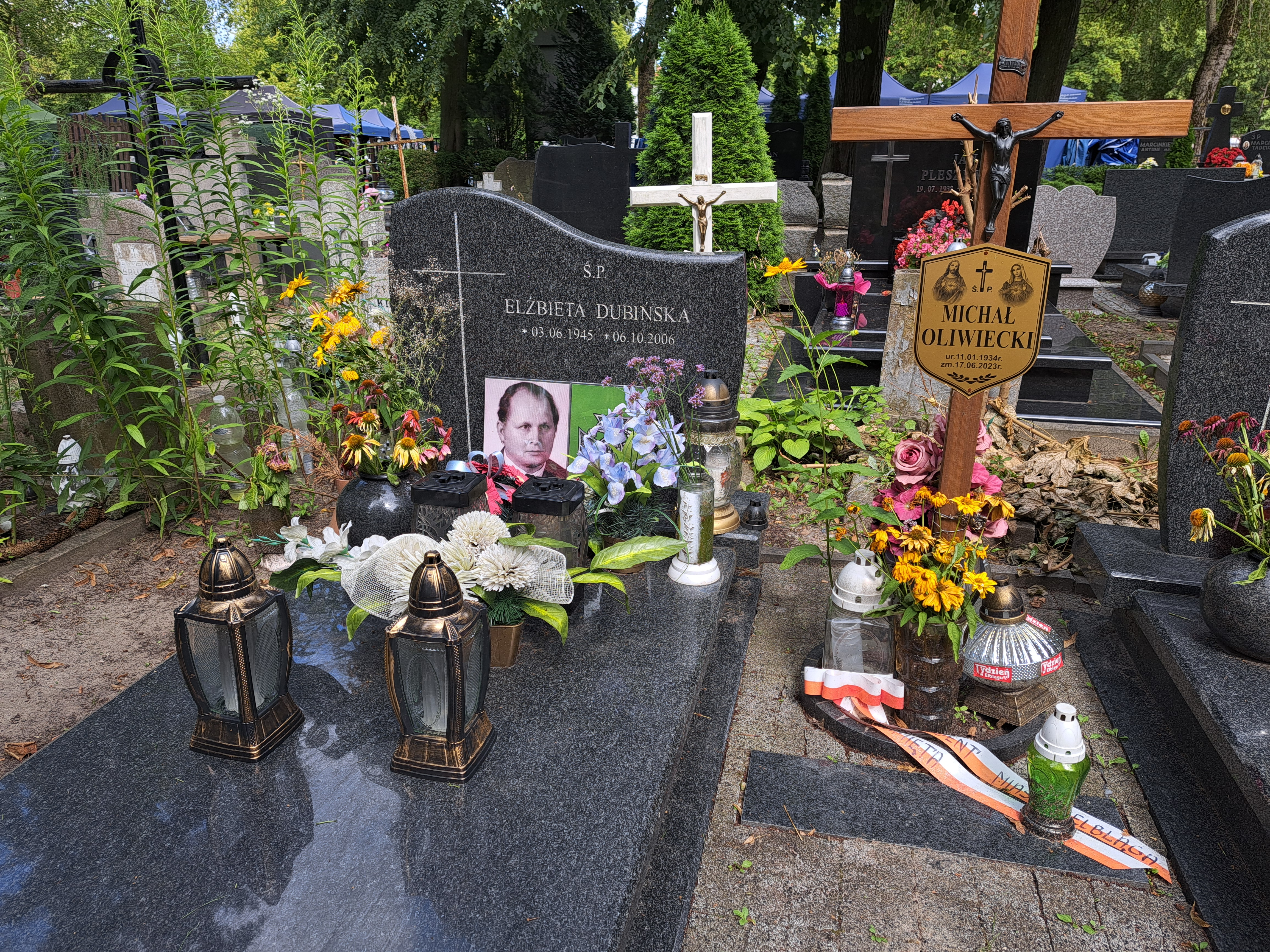
Pierwsze miejsce pochówku Michała Oliwieckiego na cmentarzu Komunalnym Agrykola (po lewej stronie jego wizerunek)